# Tablette graphique
 (août 2022).
Si vous disposez d'ouvrages ou d'articles de référence ou si vous connaissez des sites web de qualité traitant du thème abordé ici, merci de compléter l'article en donnant les références utiles à sa vérifiabilité et en les liant à la section « Notes et références ».
Pour les articles homonymes, voir tablette.
À ne pas confondre avec tablette tactile (également appelée « Tablet PC » ou « tablette électronique ») ou palette graphique.

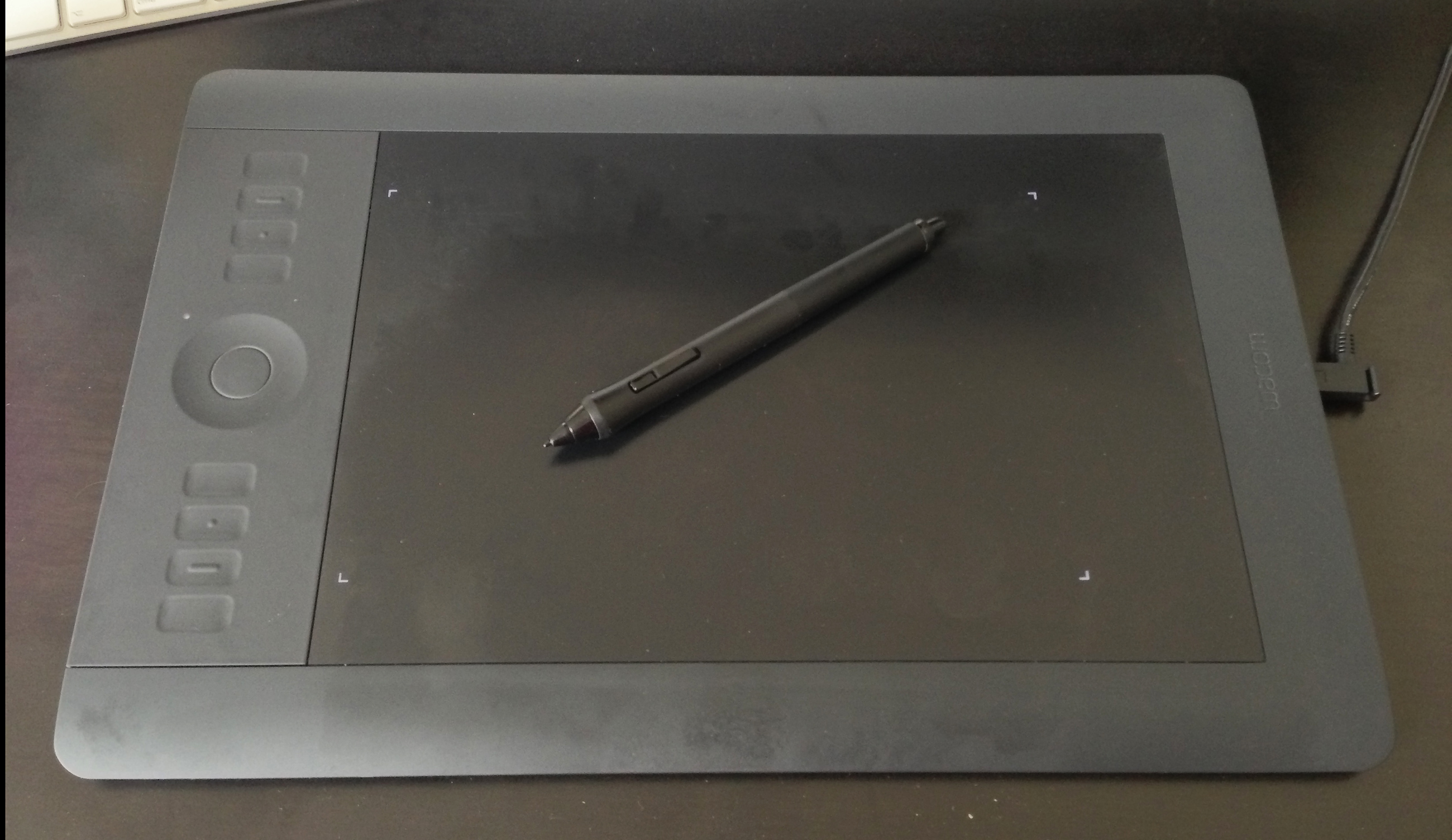
Tablette Wacom Intuos5 M

Une tablette graphique est un dispositif de pointage servant à tracer à la main des graphiques, des schémas, des dessins, du texte manuscrit.

## Description
Une tablette graphique associe deux éléments.
- Une surface plane active de faible épaisseur, appelée communément « la tablette », en général aux dimensions de formats de papier normalisés (A6, A5, A4, A3), ou plus récemment d'écrans d'ordinateur tendant vers le panoramique. L'objet possède des bords plus ou moins larges pour des raisons d'ergonomie (possibilité de tenir la tablette sans toucher la surface active, emplacement de rangement pour l'outil associé) et de fonctionnalité (touches paramétrables correspondant à celles du clavier de l'ordinateur).
- Un stylet s'utilisant comme un stylo, mais sans encre et exclusivement pour tracer sur la tablette. Il peut être équipé de boutons paramétrables et complété par d'autres stylets spécifiques, un aérographe ou une souris.

## Type de tablette graphique
Il en existe deux types : celles dite « traditionnelles », c'est-à-dire opaques ; et celles avec une dalle, en référence à un écran plat, que ce soit un écran LCD ou LED.

### Palette graphique

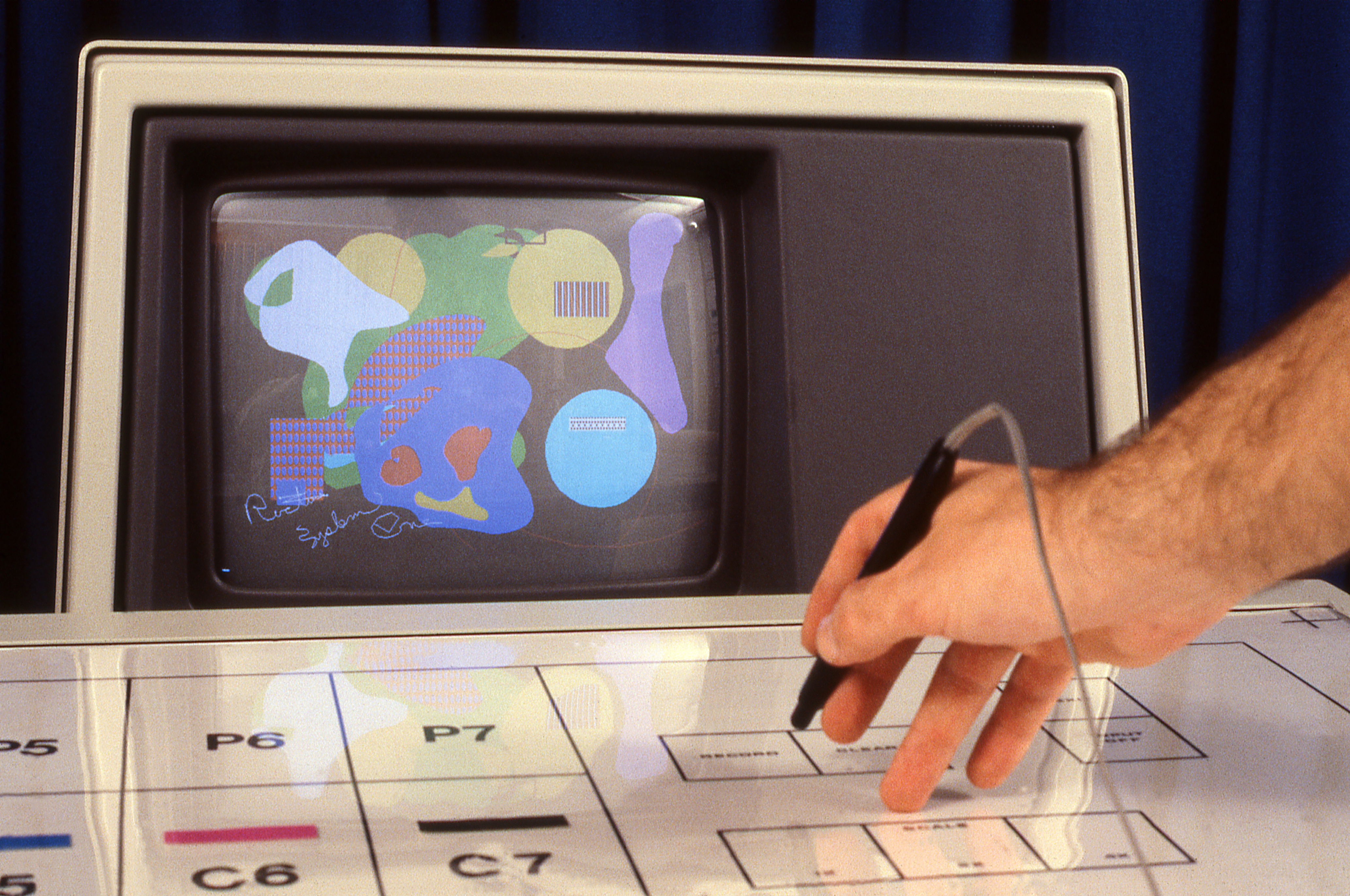
Travail sur une palette vidéo « Video Palette I » de 1979

Les premières tablettes graphiques étaient des palettes vidéo, également appelées palette graphique. Elles étaient notamment présentes dans les années 1980 dans certaines émissions télévisées en direct, permettant à un illustrateur ou un caricaturiste, d'illustrer le propos dans un débat, comme dans l'émission française Droit de réponse (1981 — 1987) animé par Michel Polac. Ce procédé permettait alors à la régie d'intégrer directement le flux vidéo de la tablette dans l'émission en direct.

### Tablette traditionnelle

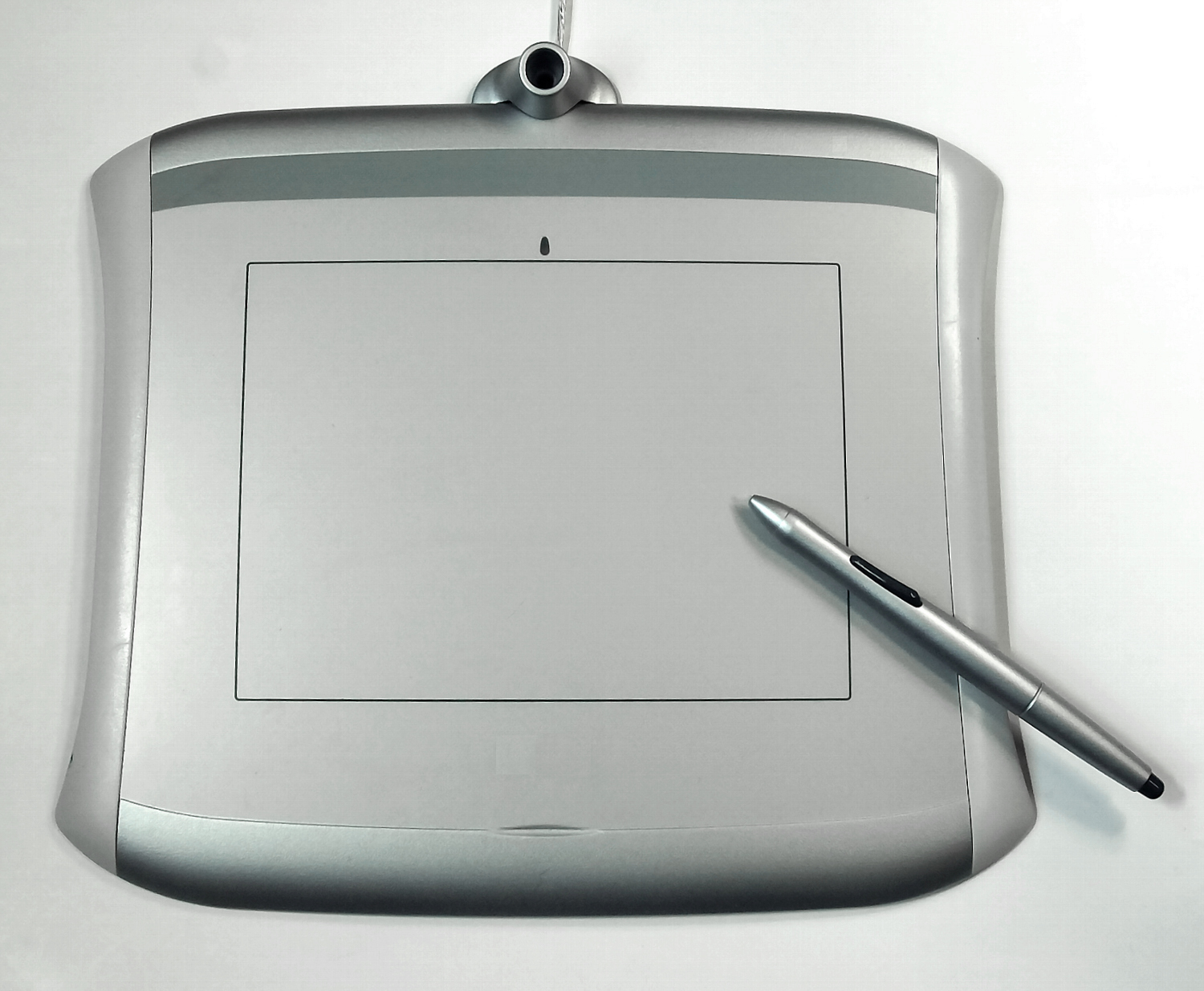
Tablette traditionnelle

La tablette graphique « traditionnelle » est donc la plus ancienne et présente une surface active opaque. Sur cette surface, le stylet gère la pression et le mouvement. Mais cette visualisation ne se fait que sur l'écran du moniteur. C'est donc le curseur qui affiche l'emplacement où le stylet est en contact avec la tablette. Ceci oblige à regarder le moniteur sans regarder sa main sur la tablette. Cette façon de travailler déconcerte au début car écrire ou dessiner, c'est également voir sa main écrire et dessiner. Avec la tablette, on se rapproche du dessinateur d'après-nature qui ne regarde que son modèle et non sa feuille. L'utilisation de la tablette graphique traditionnelle se situe entre les deux.
Une autre particularité de cette tablette est la reconnaissance du geste du stylet qui se différencie de la souris. Cette dernière propose un mouvement relatif du curseur sur l'écran du moniteur, c'est-à-dire que le curseur démarre de l'emplacement où la main a arrêté la souris précédemment. Pour une tablette graphique, ce mouvement est par défaut absolu, c’est-à-dire que la taille de la surface active correspond à la taille de l'écran : les bords de l'un correspondent aux bords de l'autre.
C'est une contrainte lorsque le rapport de taille est trop élevé entre la surface de la tablette et celle de l'écran. Le geste naturel réalisé avec le mouvement de la main ou du bras sur la tablette et sa réalisation du tracé affiché par le mouvement du curseur sur l'écran peut déconcerter l'utilisateur. Par exemple, un petit trait réalisé sur une tablette de petite taille A6 affiche un trait long et rapide sur un moniteur de 20 pouces (50,8 centimètres).
Le choix de la taille d'une tablette graphique impose donc une adéquation avec celle du moniteur. Le choix de la taille de la surface active dépend également des gestes de l'utilisateur. Un trait au stylet est réalisé par le mouvement du poignet ou par l'avant-bras entier. Des gestes habituels amples demanderont une surface large, et inversement, bien que des réglages de zoom soient disponibles pour s'y adapter.

### Tablette avec écran intégré

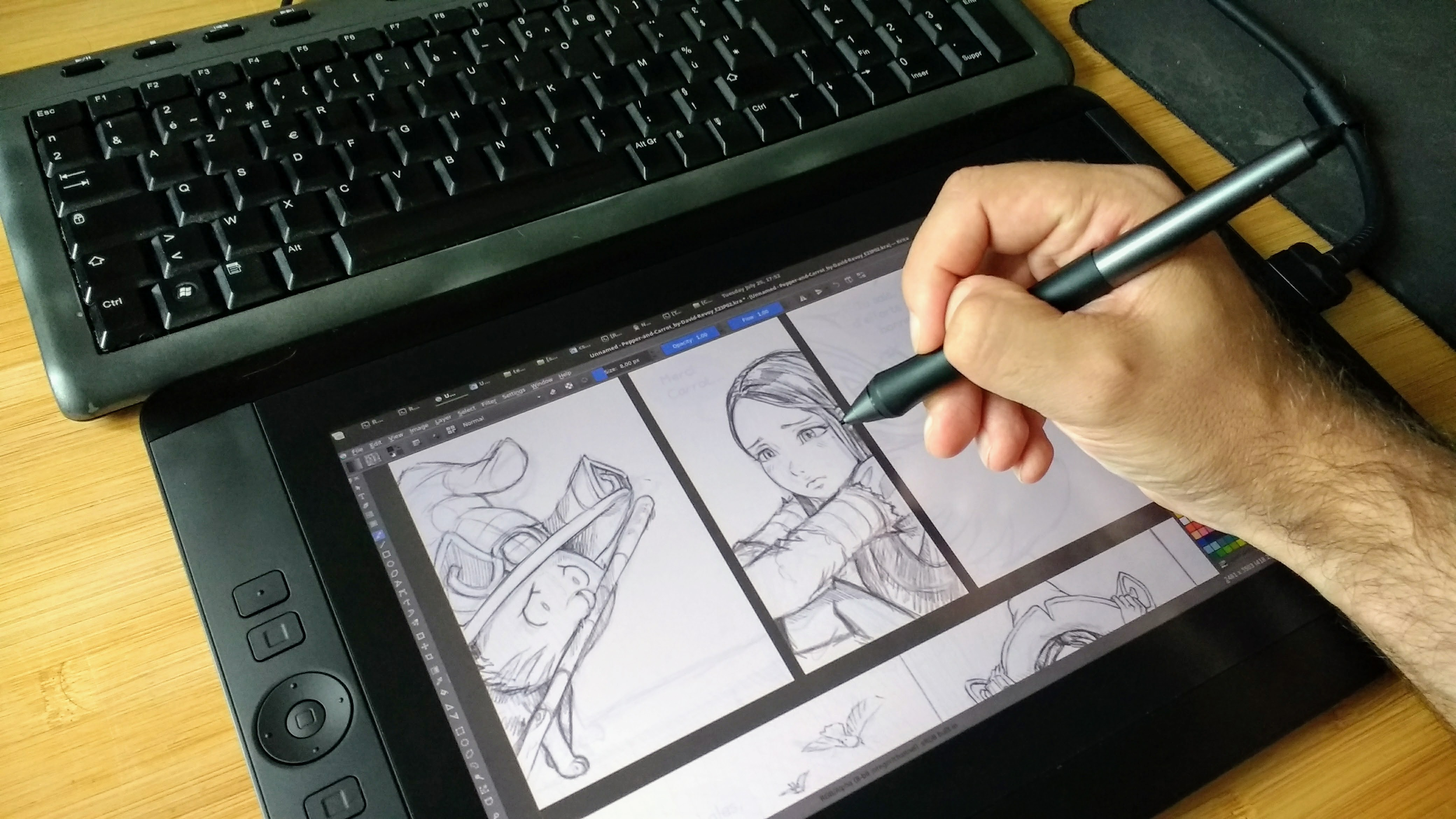
David Revoy encrant, d'après des croquis numérisés, Pepper&Carrot dans Krita, sur une tablette avec écran intégré

Le second type de tablette graphique plus récente et actuellement moins répandue, du fait de son prix, est la tablette à écran plat, généralement technologie LCD ou plus rarement LED. La surface active est l'écran lui-même, ce qui permet de retrouver la coordination naturelle du regard, de la main et du support.
L'expression « surface tactile » est, à tort, souvent utilisée pour désigner la surface sur laquelle le stylet fonctionne. Il s'agit d'une surface active puisque seul le stylet ou les autres outils utilisant la même fréquence radio, bluetooth ou la résonance magnétique pour les stylets sans batterie, et non une pression extérieure comme celle d'un doigt.

#### Support et rotation
Les tailles des tablettes à écran proposent des formats plus ou moins élevés afin de permettre un confort d'utilisation. Autrefois, les tablettes étaient assez lourdes, et les plus grands formats actuels le sont toujours. Dans ce cas, elles s'appuient sur un pied solide, permettant de les fixer à l'horizontale ou la verticale, ou parfois pivotant, permettant ainsi de régler son orientation, comme une feuille de papier sur une table. La fonctionnalité de rotation de l'espace du dessin numérique est cependant à présent intégrée dans une grande partie des logiciels de dessin et peinture numérique, évitant d'avoir également à faire tourner les boutons de raccourci, utilisés comme des raccourcis claviers, présent sur la plupart des modèles. Des pupitres existent également, permettant de poser les tablettes les plus fines n'ayant pas de pieds.

#### Connectique
Le fonctionnement d'une tablette graphique à écran plat nécessite généralement une alimentation électrique, un adaptateur HDMI ou auparavant DVI/VGA et une prise USB, la tablette faisant office de moniteur vidéo également. Aujourd'hui, certaines tablettes utilisent un port USB-C, ce qui permet d'avoir le choix entre passer tous les flux (énergie, vidéo et interface de saisie par un seul connecteur, ou bien via le câble, généralement fourni, d'utiliser d'autres types de prises sur les appareils associés (alimentation, USB et HDMI).

### Écran tactile

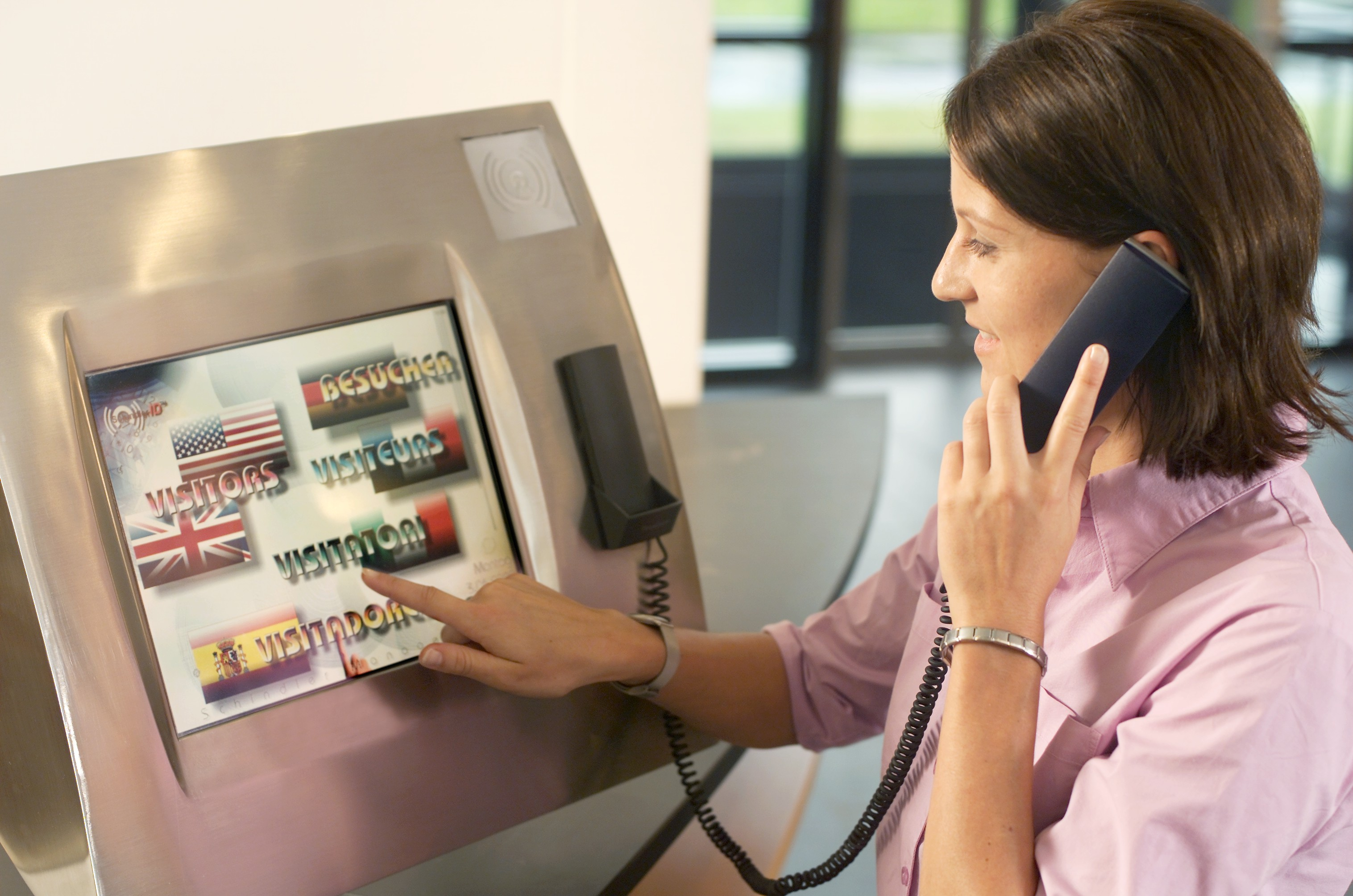
Écran tactile à une borne d'accueil

Les écrans tactiles peuvent être considérés comme des tablettes graphiques. Destinés avant tout à être utilisé au doigt, sans stylet, le pointage est souvent moins précis, et la pression n'est généralement pas gérée.
Ils sont principalement utilisés sur des machines automatiques dans des gares, banques etc, et n'ont pas non plus une grande sensibilité ou précision.
Ces écrans se sont répandus dans les années 2010 sur les tablettes tactiles, les smartphones, ou les consoles de jeux portables.

### Tablettes tactiles avec ou sans crayon

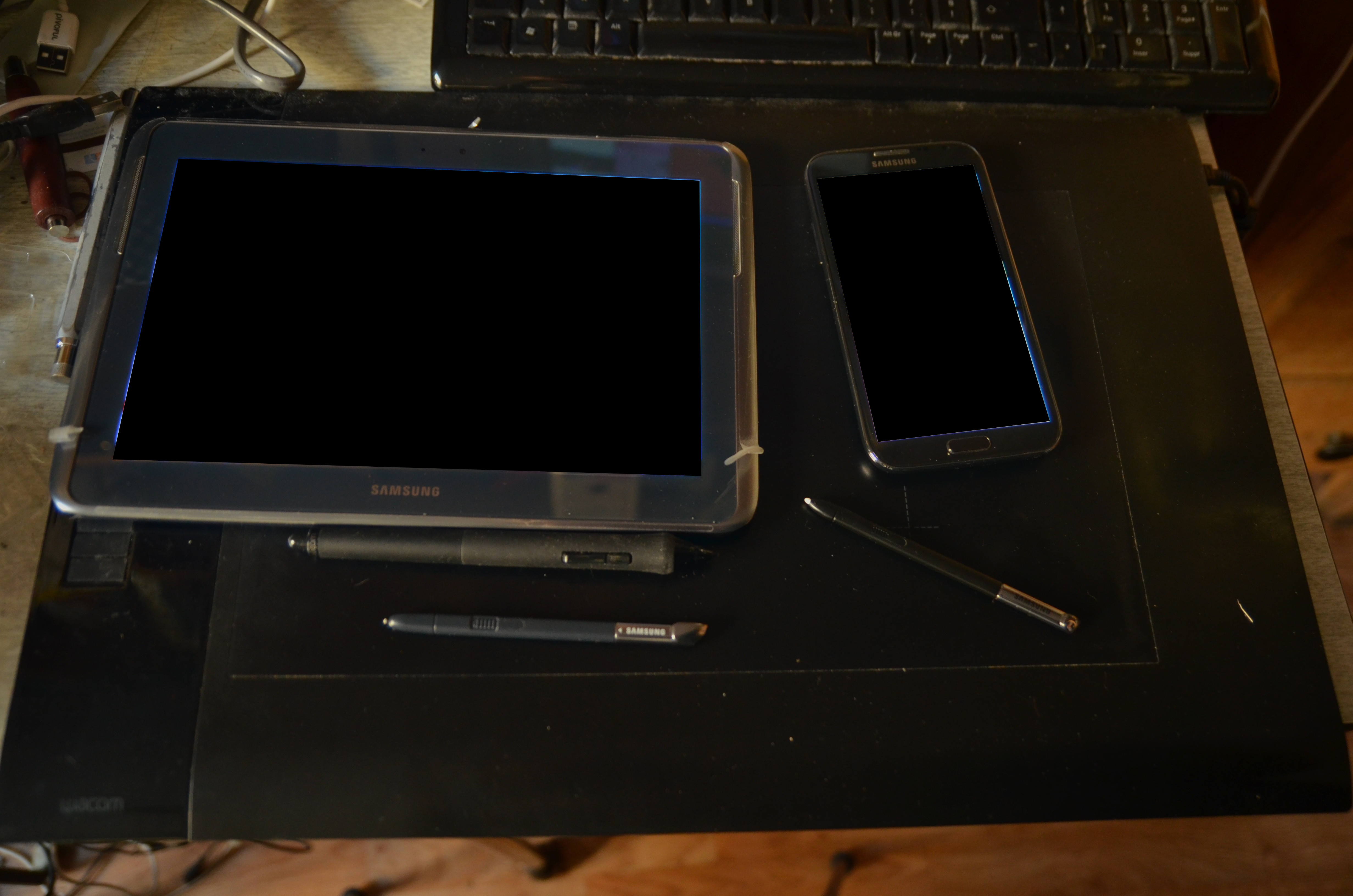
Tablette Galaxy Nite II et téléphone Galaxy Note, ayant tous deux des stylets S Pen de technologie Wacom, sur une tablette graphique Wacom Intuos 5

Depuis quelques années, certaines tablettes tactiles  et téléphones mobiles à écran tactile, comportent des stylets actifs, gérant les niveaux de pression.
Le premier constructeur à avoir proposé cela est Samsung en associant à ses séries de téléphones Galaxy Note et de tablettes avec la Galaxy Note 10.1, utilisant les technologies de stylet de Wacom. Elles permettent d'utiliser ce type de tablette comme une tablette graphique à écran intégré. Différents logiciels ont été créés (Adobe, Samsung Notes, Markers), ou adaptés (comme Krita), à des systèmes d'exploitation mobile, afin de les utiliser à cet effet.
Sur des tablettes ou téléphones ne supportant pas les stylets avec gestion de pression, il est possible d'utiliser un crayon à tablette simple, dont l'embout en caoutchouc assure la même fonction qu'un doigt, un peu plus précis que celui-ci mais sans niveau de pression.
Le logiciel libre Markers, pour Android, permet tout de même de récupérer la surface de doigt appuyer sur l'écran pour s'approcher de la gestion de pression du stylet.
Il est également possible sous Linux, d'utiliser ce type de tablette tactile avec crayon, comme une tablette graphique, ou comme tablette tactile simple, via le logiciel pour Android, GFXtablet. Celui-ci envoie les commandes du stylet, avec informations de pression ou du doigt, à l'ordinateur via le réseau par UDP, un service appelé networktablet, tourne sur l'ordinateur hôte, réceptionne le signal du stylet, se charge de calculer la proportion entre les bords de la tablette et les bords de l'écran de l'ordinateur, et envoie le signal du stylet au serveur X, qui le transmet à son tour à l'application. Dans le cadre d'un réseau local, la latence est imperceptible.

### Tablettes graphiques autonomes
Les tablettes graphiques autonomes sont des tablettes graphiques avec écran intégré qui embarquent leur propre ordinateur. Elles ont l'avantage de ne pas nécessiter d'ordinateur externe, et sont de plus bien plus puissantes que leurs consœurs classiques. Ce type de tablette graphique est surtout utilisé par les professionnels ayant des besoins particuliers, et est bien plus onéreux qu'une tablette graphique normale. Il n'existe encore que très peu de ces appareils, et ces tablettes graphiques sont bien plus chères que les autres.

## Fonction

### Domaines d'utilisation

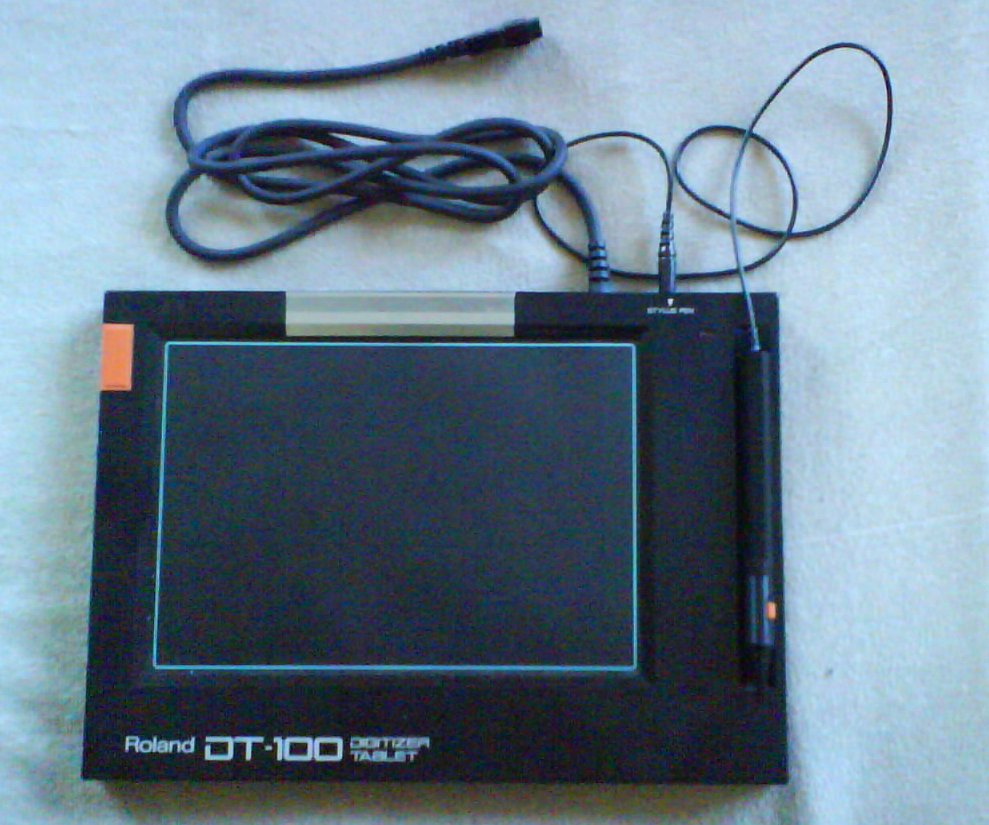
Tablette graphique DT-100, utilisée en musique avec le synthétiseur Roland S-50.

Une tablette graphique est un périphérique utilisé principalement en infographie en association avec un logiciel spécialisé, c’est-à-dire un éditeur graphique, un logiciel de retouche d'image, de vectorisation, d'illustration, de 3D ou de dessin technique. Un système d'ordinateur peut également proposer en son sein des fonctions utilisant les propriétés de la tablette graphique.
La tablette graphique est également beaucoup utilisé depuis les années 1990 pour la reconnaissance de caractères, dans les pays asiatiques utilisant des écritures complexes, telles que les caractères chinois, notamment en Chine et au Japon.
Les tablettes graphiques sont également utilisées dans le domaine de la musique, comme la Roland DT-100, utilisé avec le synthétiseur Roland S-50 (en). Des pavés tactiles, sont également utilisées depuis les années 1990 pour simuler numériquement le scratch fait jusqu'alors sur un électrophone avec des disques microsillon. Ce type de récepteur s'est multiplié dans différents synthétiseurs des années 2010. Remplaçant notamment assez souvent les molettes de modulation, dans les claviers ou interfaces de saisies compactes.

### En infographie
L'association de la tablette et du stylet s'apparente à celle de la feuille de papier et du crayon. Cet appareil permet donc de dessiner sur un ordinateur avec une précision et une ergonomie proche de celle des outils traditionnels de dessin. Il pallie le manque de précision et de maniabilité des souris (dérive, prise en main, etc.).
Suivant la qualité du modèle, la tablette permet de mesurer la pression sur la pointe du crayon, l'inclinaison, la rotation, l'accroche, ou d'autres paramètres indispensables en dessin classique. La gestion de ces paramètres (pression, inclinaison) diffère selon les logiciels d'infographie, mais elle a pour but en premier lieu d'adapter l'outil à la propre sensibilité de l'utilisateur. En effet, la tablette graphique propose non seulement de gérer les sensations du toucher, mais également de les personnaliser. Une même tablette peut donc être paramétrée différemment selon le logiciel et selon son utilisateur.
Un certain nombre de fonctions et d'options présentes dans les logiciels d'infographie les plus utilisés concernent uniquement la tablette graphique et sont destinées à un travail plus ponctuel et plus précis. Il est possible également d'obtenir des effets variés dont certains sont impossibles avec une simple souris. Le côté mimétique du stylet avec un crayon traditionnel est renforcé par le fait que la majorité des logiciels gèrent le retournement du stylet en gomme.
Le traitement numérique du tracé est de l'ordre de l'instantané, cependant il est fort possible d'avoir parfois un décalage dans le temps entre le trait fait à main levé et la réalisation de son tracé. Ce problème de concordance s'explique souvent par une mauvaise gestion du traitement de l'image par le logiciel d'infographie ou par l'ordinateur.
Certaines tablettes sont capables de reconnaître le formulaire en papier simplement posé en surface, comme si la tablette était un bloc-notes. Elles peuvent enregistrer les notes manuscrites saisies, qu’il s'agisse de caractères imprimés, de dessins ou de cases à cocher. Les informations saisies peuvent alors être transférées vers un PC qui les recevra d’une part sous forme d’un fichier joint à un courriel (PDF) et d’autre part sous forme de données structurées qui pourront être intégrées à une application comme une base de données (sous fichier XML).

## Histoire
En 1964, la première tablette graphique proche des modèles actuels est la RAND Tablet, connue aussi sous le nom de « Grafacon » (venant des mots anglais « Graphic Converter »). La surface plate de la tablette est constituée d'une grille qui offre un quadrillage parfait avec un repérage des coordonnées horizontales et verticales. Chaque coordonnée produit un signal magnétique que le stylet repère en tant que récepteur et renvoie pour signaler sa position.
À la fin des années 1970, les palettes graphiques, intégrant une tablette et son stylet dans un environnement vidéo se sont multipliées pour les besoins de la télévision, utilisant alors de la vidéo analogique.
En 1984, KoalaPad (en) est la première tablette graphique destinée au grand public. Conçue à la base pour l'Apple 2, elle peut être adaptée à tous les micro-ordinateurs de l'époque qui supportent des interfaces graphiques comme le TRS-80 Color Computer, le Commodore 64, et l'Atari 8-bits family. D'autres tablettes apparaissent alors ; certaines comme celle d'Atari sont considérées de très bonne qualité bien que leur usage soit très restreint à l'époque.
Les tablettes graphiques récentes s'apparentent dans le fonctionnement à celui de la première RAND Tablet. Le système de quadrillage est présent mais plus pointu ; d'où une reconnaissance parfaite de la position du stylet mais également de sa navigation sur la surface dite active. Le signal magnétique ne s'arrête pas à la tablette elle-même, mais s'étend à 1 centimètre au-dessus environ. Le stylet est reconnu sans pression. La reconnaissance également de cette dernière change selon les constructeurs. Mais en général, la tablette émet un signal, le stylet est repéré et c'est lui-même qui module le signal en fonction de la pression et le renvoie à la tablette. Ainsi, la tablette récupère les informations de positionnement, de pression, de vitesse mais également d'inclinaison et de rotation selon les modèles de stylet. Les informations collectées sont codées pour être interprétées par des logiciels d'infographie optimisés.

## Connexion
Comme la plupart des périphériques de saisie, selon les modèles :
Reliée à l'ordinateur par une connexion filaire USB (ou autre si plus ancien), ou sans fil comme le Bluetooth.
Alimentation par câble électrique, ou piles/batteries pour les modèles sans fil.

## Prix
Les tablettes graphiques sont longtemps restées onéreuses, comparativement à la plupart du matériel informatique. Les premiers prix coûtent environ 30€ pour aller jusqu'à 400 € pour des tablettes graphiques sans écran intégré. Les tablettes équipées d'écran intégré montent jusqu'à 3500 €.
Le marché a évolué dans les années 2010 avec la concurrence et à la popularité grandissante des tablettes tactiles et téléphones à surface tactiles proposant des fonctions similaires, et l'arrivée de nouveaux constructeurs dans le marché dédié. En 2020, on trouve des tablettes graphiques sans écran de qualité professionnelle avec 8192 niveaux de pressions et inclinaison à partir de 30 € et des tablette graphiques avec écran intégré et les mêmes qualités avec des premiers prix aux alentours de 200 €. Les prix peuvent monter à plus de 1000€ pour les meilleurs modèles, et sont encore plus élevés pour les tablettes graphiques autonomes (plus de 1500€).

## Concurrence
Le marché est largement dominé par une unique entreprise (Wacom), contrairement à la plupart des domaines informatiques, même si, au fil du temps, de nouvelles marques font leurs émergence.
Ugee, une marque qui commence à voir de l'âge, mais qui n'a pas connu un énorme succès.
La marque de tablette graphique Huion, qui amène 8192 niveaux de pressions au lieu des 2048 des Wacom est vu comme un progrès sensible par les dessinateurs et illustrateurs numériques, et est devenu en quelques années le premier concurrent de la grande entreprise numéro une japonaise, commençant à dominer le marché. Comme Wacom, la marque concurrente propose des tablettes simples ou des écrans-tablette, ces derniers fonctionnent avec des ordinateurs tablettes ou téléphones possédant les systèmes Windows, Mac OS, Linux ou Android (celui-ci étant basé sur le noyau Linux), bien que pour ce dernier, certains constructeurs et intégrateurs suppriment parfois des pilotes dans leur implémentations.
La seconde marque à faire concurrence à la firme japonaise est Gaomon.
La troisième, et la plus appréciée par les petits budgets, est Xp-pen. Elle a réussi à frapper fort avec sa tablette avec écran pour un prix avoisinant les 200 €.

## Utilisation
Ces tablettes peuvent être utilisées pour naviguer au curseur comme une souris sur n'importe quel système informatique (Macintosh, Windows, Linux) avec parfois l'installation ou la réalisation préalable d'un driver, sous Linux ou Mac.
Elles sont cependant surtout orientée vers les logiciels d'infographie qui reconnaissent généralement l'information de pression, allant de 512 niveaux à 16384 niveaux selon les modèles, et d'inclinaison, sur les modèles possédant cette caractéristique.
Si 16384 niveaux paraissent excessifs et inutiles, les artistes expérimentés, ressentent la différence de sensibilité entre 2048 et 16384, cela étant accompagné par une évolution globale des technologies, capteurs plus précis, meilleure gestion du parasitage, etc.
Au niveau électronique ces chiffres correspondent au nombre de valeurs combinées possibles par nombre de bits d'informations fournis par le convertisseur analogique-numérique, 1 bit correspondant à un branchement électrique et pouvant être à 0 ou 1, 2 bits à 2 fils, offrant 2² = 2 × 2 = 4 possibilités, 3 bits, 2³ = 2 × 2 × 2 = 8, etc. :
- 9 bits : 2⁹ = 512
- 11 bits : 2¹¹ = 2048
- 13 bits : 2¹³ = 8192

## Logiciels
Les fonctions supportées dépendent des marques, des modèles, mais aussi du type même de l'application.
Parmi les applications reconnues qui gèrent la pression du stylet :
- 3D Paint,
- 3D Studio Max Vertex Painter,
- 4D Paint,
- 5D Cyborg
- Acrylic/Expression,
- After FX,
- Amazon Paint,
- Amorphium,
- Animation Stand,
- Art Dabbler,
- ArtRage,
- Artstream,
- Aura
- Blender
- Clip Studio Paint
- Cinema 4D / Bodypaint,
- Combustion,
- Commotion,
- Corel Draw,
- Corel Photo-Paint,
- Creator,
- CTP,
- Cult Effects
- Deep Paint,
- Deep Paint 3D,
- Deneba Canvas
- Adobe Photoshop[7]
  - Adobe Photoshop Elements,
  - Adobe Photoshop LE,
- ArtRage[8]
- Artweaver (en)
- Blender (dont Grease Pencil)
- CinePaint
- DrawPile,
- Eclipse,
- Eddie,
- Macromedia Fireworks,
- Flash,
- Fontographer,
- Freehand,
- Full Color,
- GIMP,
- iChat,
- iGrafx Designer,
- Illustrator,
- inkBook,
- Inkscape,
- Inkwell,
- Kai's Power Tools (en) / KPT Effects,
- Krita,
- Liberty,
- MagicArtist,
- Matador, Matrix,
- Maya,
- Media Studio Pro,
- Manga Studio (Comic Studio)
- MyPaint,
- OpenToonz,
- Paint Tool SAI,
- Painter,
- Painter Classic,
- Painter Essentials 2,
- Pencil2D
- PencilMan (Retas! Pro),
- penPalette,
- Photo Deluxe,
- Photo Impact,
- Photo Magic,
- Photonyx,
- Plastic Animation Paper,
- Picture Publisher,
- Photoimpact,
- Retas Studio PaintMan,
- Revelation Natural Art,
- Rita,
- Satori PhotoXL,
- Satori FilmFX64,
- Satori WebFX,
- Shake,
- SketchBook Pro,
- Softimage DS,
- Studio,
- Studio Artist,
- Studio Tool,
- The Tab,
- Toon Boom Studio,
- Toonz,
- TVPaint Animation Pro,
- WebPainter,
- Windows XP Tablet PC Edition,
- Xara,
- ZBrush,
- Microsoft Office 2010